# Harvest Moon 64
Harvest Moon 64, publicat al Japó com a Bokujō Monogatari 2 (牧場物語2), és un videojoc de simulació de granja desenvolupat per Victor Interactive Software i publiscat per Natsume per la videoconsola Nintendo 64, i la tercera part de la sèrie Story of Seasons (seguit de Harvest Moon GB). Va ser llançat per primera vegada al Japó el 5 de febrer de 1999, i posteriorment va ser llançat a l'Amèrica del Nord el 22 de desembre de 1999.
En un primer moment, Natsume va dir que el faria arribar a la Virtual Console de Wii U però no era possible a causa de problemes tècnics desconeguts, malgrat que en la Wii demostrant que és possible mitjançant emulació homebrew. No obstant això, en celebració del vintè aniversari de la sèrie, el joc va sortir sobtadament a la venda a la Virtual Console de Wii U el 23 de febrer de 2017. Això també va marcar el debut del joc a les regions PAL (l'original havia estat cancel·lat a causa de limitacions de temps), així com el primer llançament oficial del joc (així com la primera vegada digital) en gairebé dues dècades.

## Jugabilitat
L'objectiu de Harvest Moon 64 és restaurar i mantenir una granja abandonada de l'avi del personatge. Juntament amb la restauració de la granja, hi ha una sèrie d'altres missions que el jugador pot optar per participar, inclosa la formació i la competició d'un cavall, la venda de cultius, la participació en una gran varietat de festivals de la ciutat. així com enamorar-se i casar-se, recopilar receptes i recopilar fotografies de diversos èxits i esdeveniments.
El jugador comença amb les característiques mínimes per a la granja, incloent un galliner buit i un graner, però es poden comprar animals i extensions de casa i es poden actualitzar eines al llarg del joc. La ciutat local, on la majoria dels habitants del poble passa el dia, conté una església, un bar, una fleca, una plaça urbana, una botiga de flors, una biblioteca, una botiga d'eines, entre d'altres.
A diferència del Harvest Moon original per la SNES, hi ha una quantitat de temps limitada per treballar en un dia determinat, així com una quantitat limitada de resistència al treball. Hi ha diverses funcions del joc, com ara ubicacions de personatges i quines botigues estan obertes, varien segons l'hora i el dia de la setmana. Hi ha quatre temporades per any, cadascuna amb els seus propis patrons climàtics, cultius per créixer i herbes silvestres disponibles. Alguns dies estan reservats per a festivals, on cada botiga està tancada i es fan esdeveniments especials. Això ofereix un descans entre les tasques diàries i l'oportunitat d'interactuar amb la gent de la ciutat de maneres úniques, com ara ballar o nedar.
La plantació, el cultiu i la collita de cultius és un dels principals focus de la sèrie Story of Seasons. Els cultius disponibles per plantar inclouen nap, patata, blat de moro i maduixes, i es poden comprar al poble durant la seva corresponent temporada. Per plantar cultius, el jugador ha d'aconseguir el sòl, plantar les llavors i regar les parcel·les. Diversos cultius produiran múltiples hortalisses durant tota la temporada si es regen contínuament. Quan finalitzi la temporada i comença una nova temporada, tots els cultius de la temporada anterior es marquen i s'han de reduir. Alternativament, es pot construir un hivernacle de manera que qualsevol planta pugui créixer en qualsevol moment de l'any.
Juntament amb els cultius plantats a la granja, també hi ha plantes i herbes de cultiu silvestre que el jugador pot recollir a través de les seves tasques diàries. Les plantes de cultiu silvestre també canvien de temporada a temporada i reapareixen cada dia. Tot i que totes les plantes silvestres són comestibles, algunes poden provocar malalties, mentre que altres ho eviten.
El jugador comença amb cinc eines bàsiques per ajudar a restaurar la granja: un martell, una destral, una falç, una aixada, i una regadora. Després d'una determinada quantitat d'ús, l'eina automàticament rep experiència (quan l'eina es converteix en plata i, més endavant, or), permetent que el jugador faci més treball més ràpid utilitzant menys energia. Les eines per a ramaderia, com ara una vaca i un cavall es poden comprar al poble.
La cura dels animals és una part essencial del manteniment de la granja. La ramaderia, com les vaques, ovelles i pollastres, es poden comprar a un ranxo proper. Aquests animals requereixen menjar i cura, i si es queden sense fer o es queden fora a la pluja, es farà malalt i, finalment, morirà a menys que el jugador li doni medicaments. Si els animals es tracten bé, els productes que donen augmentaran la qualitat.
El jugador també pot tenir un gos i un cavall. El gos va pertànyer originalment a l'avi del personatge jugador i és un retrocés a l'original Harvest Moon. Es pot obtenir un cavall visitant el ranxo proper i es pot muntar o utilitzar-lo com a caixa d'enviament portàtil. Tant el gos com el cavall poden competir en carreres anuals, on el seu rendiment està determinat en gran manera per la seva relació amb el jugador.
Una de les altres característiques principals de "Harvest Moon 64" és la possibilitat de casar-se i tenir un fill. Hi ha cinc noies elegibles a "Harvest Moon 64", representades per cors que apareixen en els seus quadres de diàleg, representatius del seu afecte cap al jugador, que va del blanc (indiferent) al rosa (enamorat). Cadascuna d'aquestes noies té un pretendent [que no sigui jugador] que finalment es casarà amb ella si el jugador decideix casar-se amb una altra noia o decideix no perseguir a ningú.
El joc també inclou una sèrie d'articles col·leccionables. Quan el jugador aconsegueix una determinada fita o aconsegueix un dels diversos objectius, rebrà una fotografia al correu per recordar l'esdeveniment. Les fotografies obtingudes es poden visualitzar en qualsevol moment si es mira l'àlbum de fotos a la tauleta de nit i són una manera de seguir l'èxit del jugador en el joc.

## Rebuda
Molts comentaris declaren que de Harvest Moon 64 tingui una banda sonora repetitiva i, sovint, visuals amb problemes, un joc fascinant i únic que equilibra.
Aaron Boulding, va puntuar Harvest Moon 64 per a IGN, va qualificar el joc a 8,2 sobre 10, o "great", declarant "(el joc) va ser capaç de perdonar una gran quantitat de deficiències com a elements d'àudio i visuals pobres perquè em vaig trobar (ell mateix) jugant-lo durant hores."
Joe Fielder, de GameSpot, li va donar 7,3 de 10 i va afirmar que "encara que no sigui per a tothom, Harvest Moon 64 és un joc original i estranyament atractiu que fa que les hores es descomponguin incomprensiblement."
El Parent's Guide to Nintendo Games de Mars Publishing va donar a Harvest Moon 64 l'únic premi Parent's Guide Choice Award d'un joc de Nintendo 64 perquè compleix els requisits d'un joc que "mostra imaginació, creativitat, enginy de primer ordre, alhora que ofereix un ambient de joc que és educatiu i enriquidor."
Nintendo Power va col·locar Harvest Moon 64 com el 278è millor joc de Nintendo de tots els temps.